# Qeqertaq Avannarleq
Qeqertaq Avannarleq («isla más septentrional» en groenlandés) es el nombre oficioso con el que se denominó a una supuesta isla descubierta por científicos daneses y suizos en el círculo polar ártico situada al norte de Groenlandia en agosto de 2021.
Se propuso como la isla más septentrional del mundo, y la tierra más cercana al polo norte. Sin embargo esta afirmación se puso en duda al no volverse a ver la isla, pasando a considerarse isla fantasma. El científico danés Rene Forsberg afirma que en realidad era un iceberg cubierto de tierra y grava.